# 3 Strikes
3 Strikes is een Amerikaanse  komediefilm uit 2000. De film werd heel slecht ontvangen en behaalde een zeldzame 0%-score op Rotten Tomatoes, wat betekent dat alle recensies verzameld door de website negatief waren. De titel van de film is een verwijzing naar de Amerikaanse three-strikeswetgeving.

## Plot
Robert Douglas komt net uit de gevangenis en moet er alles aan doen om te voorkomen dat hij teruggaat.

## Rolverdeling
| Acteur           | Personage                |
| ---------------- | ------------------------ |
| Brian Hooks      | Robert "Rob" Douglas     |
| Antonio Fargas   | Uncle Jim Douglas        |
| Barima McKnight  | Blue                     |
| Bennet Guillory  | Stan Wilson              |
| David Alan Grier | Detective Jenkins        |
| David Leisure    | District Attorney        |
| Dean Norris      | Officer Roberts          |
| De'Aundre Bonds  | J.J.                     |
| DJ Pooh          | Trick Turner/Taxi Driver |
| E-40             | Mike                     |
| Faizon Love      | Tone                     |
| George Wallace   | Mr. Douglas              |
| Harmonica Fats   | Grandpa Johnson          |
| Meagan Good      | Buela Douglas            |
| Mo'Nique         | Dahlia                   |
| N'Bushe Wright   | Juanita Johnson          |